# ANT (Netzwerk)
ANT und ANT+ (abgeleitet von Adaptive Network Topology) sind proprietäre Funknetzstandards für das 2,4-GHz-ISM-Band. ANT+ nutzt 78 Kanäle mit einer Bandbreite von 2 MHz mit FHSS. Sie wurden entwickelt für geringe Übertragungsraten und geringen Stromverbrauch und werden typischerweise für Sensornetzwerke und Fitnessgeräte (z. B. Herzfrequenzmessgeräte) eingesetzt.

## Beschreibung
Die Firma Dynastream, eine Tochter des Unternehmens Garmin, entwickelt diese Funknetzstandards seit 2004, um kostengünstig Sensoren über kurze Entfernungen mit Auswertegeräten zu verbinden. Im Vergleich zu ZigBee ist die Datenrate im Burst-Modus mit 20 kBit/s erheblich kleiner. Die Reichweite ist auf 30 m beschränkt. Geräte benötigen beim Empfang oder Senden weniger als 50 mW Leistung. Da sie die meiste Zeit im Sleep-Mode verharren, ist der Gesamtstromverbrauch gering.